# Пасвик-Инари
Пасвик-Инари — природный регион и одноимённый трансграничный парк на территории России, Норвегии и Финляндии. Парк создан в рамках реализации «Меморандума о взаимопонимании по Зелёному поясу Фенноскандии». Включает в себя охраняемые территории Вятсяри (Финляндия), Эвре-Пасвик (Норвегия) и Пасвик (Россия).

## История
Трехсторонний парк Пасвик-Инари был создан в несколько этапов: национальный парк «Эвре-Пасвик» был создан в 1970 году, российская часть заповедника «Пасвик» была создана в 1992 году, а норвежская часть была создана в следующем году. Двенадцать охраняемых территорий дикой природы Финляндии в Лапландии были созданы в 1991 году для защиты дикой природы и саамской культуры. Эти области вместе занимают площадь 14 903 квадратных километров, где запрещены такие виды деятельности, как строительство дорог и добыча полезных ископаемых, а также лесозаготовки в некоторых районах. В 2003 году национальный парк был расширен, и была создана ландшафтная заповедная зона «Верхний Пасвик», в результате чего была создана постоянно охраняемая территория, охватывающая три страны.